# Avpanurgus
Avpanurgus is een geslacht van vliesvleugelige insecten uit de familie Andrenidae

## Soorten
- A. flavofasciatus (Warncke, 1972)